# Тютчева, Софья Ивановна
Со́фья Ива́новна Тю́тчева (3 марта 1870, Смоленск — 31 августа 1957, Мураново) — внучка поэта Ф. И. Тютчева, фрейлина Высочайшего двора, воспитательница дочерей императора Николая II.

## Биография
Старшая дочь государственного и общественного деятеля Ивана Фёдоровича Тютчева (1846—1909), сына поэта Ф. И. Тютчева, и Ольги Николаевны Тютчевой (урожд. Путята, 1840—1920). Родилась в Смоленске, где её отец служил в Палате уголовного и гражданского суда, а затем товарищем прокурора в Смоленском окружном суде. В 1872 году И. Ф. Тютчев был назначен членом Московского Окружного суда, а в 1875 году — избран мировым судьёй Дмитровского уезда Московской губернии. С этого времени семья С. И. Тютчевой стала жить постоянно в Муранове.
Получила домашнее воспитание о образование. В 1896 году Софья Тютчева была пожалована в фрейлины императрицы Александры Фёдоровны. Отличаясь деятельным и трудолюбивым характером, в свободное от дежурств время она работала в различных благотворительных учреждениях, находящихся под покровительством великой княгини Елизаветы Фёдоровны. Во время русско-японской войны заведовала счетоводством на складе при Особом комитете помощи воинам в Большом Кремлёвском дворце, где хранились пожертвования в пользу воинов. Работала она и в Обществе попечения детей неимущих родителей.
В 1907 году С. И. Тютчева была назначена воспитательницей дочерей императора Николая II и занимала эту должность с января 1907 года по июнь 1912 года. Об этом времени, когда она явилась свидетельницей жизни императорской семьи, она оставила воспоминания, записанные в 1945 году, и опубликованные в журнале «Наше наследие» в 1997 году.

По свидетельству близко знавших Софью Тютчеву людей, она была пряма, честна и демократична; умела стойко переносить все превратности судьбы и прочно стоять на ногах. Она соединяла в себе большой ум, независимость суждений, преданность делу и любовь к детям. Вот как сказано о ней в дневнике одной из её современниц: 
«Она не подчинялась требованиям старших, вела с детьми царскими свою линию. Возможно, что её воспитательное направление и было более рациональным, но оно было не по вкусу, а она упорствовала, как все Тютчевы, была упряма и стойка… как все её однофамильцы…» 
В 1912 году Тютчева была уволена. По её словам причиной отставки послужило то, что она видела, как Григорий Распутин без разрешения заходил в комнату четырёх девочек, одетых в ночные рубашки, и благословлял их ко сну. О чём Тютчева донесла царю. По-другому описывает взаимоотношения Александры Федоровны, Григория Распутина и великих княжон подруга императрицы Юлия Ден. В своих мемуарах она утверждает, что «Мадемуазель Тютчева никогда не была гувернанткой Их Высочеств и не могла видеть, как Распутин их благословляет, поскольку этого не было. Государь не допустил бы подобного даже в том случае, если бы Ее Величество этого пожелала. Ну а уж Императрица отнюдь не считала, что подобная процедура была необходима для спасения душ ее дочерей. И Тютчева стала жертвой собственной заносчивости и зависти». По свидетельству Ден, фрейлина императрицы Софья Тютчева обладала непокладистым, вздорным характером. В частности, она не любила Крым, поэтому всякий раз изводила всех своими претензиями по поводу необходимости жить в Ливадии, когда императорская семья туда отправлялась. В конце концов, ее вечное недовольство привело к тому, что императрица уволила её. После этого, как пишет Юлия Ден, «Тютчева не преминула заняться сочинением клеветнических слухов, чтобы оправдать своё увольнение». В ту пору кампания против Распутина была в самом разгаре, поэтому люди, ведшие эту кампанию, подхватили эти сплетни и с воодушевлением их тиражировали. Маргарита Игер, несколько лет служившая няней царских детей, также утверждала, что во-первых, Тютчева никогда не была ни нянькой, ни учительницей царственных детей, во-вторых, Распутина не допускали в детские спальни, подобное вопиющее нарушение приличий даже не пришло бы в голову императрице, а Николай запретил бы подобное сразу же.
После отставки Софья Ивановна вернулась в Мураново. Софья Ивановна лечила крестьян, была крёстной матерью многих их детей, материально поддерживала семьи, попавшие в беду. Она занималась воспитанием крестьянских детей, учившихся в мурановской школе, основанной её отцом. Когда в 1920 году стараниями её брата, внука поэта Н. И. Тютчева, в мурановском усадебном доме был открыт музей, Софья Ивановна принимала участие в разборе обширного семейного архива, в составлении научных картотек. Она ухаживала за парком и садом, будучи уже в преклонных годах, почти потеряв зрение, пропалывала садовые дорожки, стоя на коленях. С. И. Тютчева была глубоко верующим человеком. Вплоть до закрытия храма Спаса Нерукотворного в Муранове она принимала самое живое участие в приходской жизни. Из воспоминаний её племянника Н. В. Пигарёва известно, что «в послереволюционные годы в церкви, естественно, уборщицы не было. Порядок в храме и всю уборку осуществляла тётушка Софья Ивановна (бывшая воспитательница великих княжон!). <…> У тётушки были ключи от церкви и священником ей был даже разрешён вход в алтарь для поддержания в нём необходимой чистоты».

31 августа 1957 года Софья Ивановна скончалась в Муранове. 
«Я был свидетелем выноса тела Софьи Ивановны. Гроб был поставлен на очень ветхую телегу, наполненную сеном и покрытую ковром, кругом сидели приехавшие из Москвы знакомые. Момент выезда стоит и теперь перед моими глазами. Невольно вспомнилось прошлое Софьи Ивановны, её деятельность при дворе. Её похоронили в селе Рахманове, отстоящем от Муранова в 7 километрах по Ярославскому шоссе», 
- писал в своих воспоминаниях «Люди, вещи, природа» искусствовед Алексей Николаевич Свирин, близкий друг семьи Тютчевых.